# Comuna Velika Ludina, Sisak-Moslavina
Velika Ludina este o comună în cantonul Sisak-Moslavina, Croația, având o populație de 2.625 de locuitori (2011).

## Demografie
Componența etnică a comunei Velika Ludina
     Croați (98,06%)
     Necunoscut (0,11%)
     Neclasificat (1,71%)
Componența confesională a comunei Velika Ludina
     Catolici (97,3%)
     Necunoscută (0,72%)
     Alte religii (1,98%)
Conform recensământului din 2011, comuna Velika Ludina avea 2.625 de locuitori. Din punct de vedere etnic, majoritatea locuitorilor (98,06%) erau croați. Apartenența etnică nu este cunoscută în cazul a 0,11% din locuitori. Din punct de vedere confesional, majoritatea locuitorilor (97,3%) erau catolici. Pentru 0,72% din locuitori nu este cunoscută apartenența confesională.